# كولين باركر
كولين باركر (بالإنجليزية: Colin Barker)‏‏ (1939 - 4 فبراير 2019 ) مؤرخ، وعالم اجتماع من المملكة المتحدة.